# Station Kołobrzeg Lasy Miejskie
Station Kołobrzeg Lasy Miejskie (Kolberg Stadtwald) was een spoorweghalte in de Poolse plaats Kołobrzeg.